# Campionato mondiale giovanile di scherma 1985
Il Campionato mondiale juniores di scherma del 1985 ("1985 World Juniors Fencing Championships") è stato organizzato dalla Federazione internazionale della scherma e si è svolto a Arnhem in Paesi Bassi dal 19 al 23 aprile.
Nel fioretto, si sono aggiudicati i titoli del campionato mondiale il magiaro Zsolt Ersek, che ha battuto in finale l'italiano Luca Vitalesta, e la tedesca Anja Fichtel-Mauritz che ha avuto la meglio sulla rumena Reka Szabo.
Nella spada il francese Herve Faget ha battuto in finale il sovietico Sergej Kostarev, ottenendo il titolo mondiale juniores maschile.
Nella sciabola il polacco Janusz Olech prevale sul sovietico Michail Karelov.

## Podi

### Uomini
| Specialità  | Oro          | Argento         | Bronzo           |
| Individuali |              |                 |                  |
| Fioretto    | Zsolt Ersek  | Luca Vitalesta  | Marco Arpino     |
| Spada       | Herve Faget  | Sergej Kostarev | Andrej Chouvalov |
| Sciabola    | Janusz Olech | Michail Karelov | Gabor Pentek     |

### Donne
| Specialità  | Oro                  | Argento    | Bronzo             |
| Individuali |                      |            |                    |
| Fioretto    | Anja Fichtel-Mauritz | Reka Szabo | Margherita Zalaffi |

## Medagliere
| Pos.   | Nazione          | Oro | Argento | Bronzo | Totale |
| ------ | ---------------- | --- | ------- | ------ | ------ |
| 1      | Ungheria         | 1   | 0       | 1      | 2      |
| 2      | Germania         | 1   | 0       | 0      | 1      |
| 2      | Francia          | 1   | 0       | 0      | 1      |
| 2      | Polonia          | 1   | 0       | 0      | 1      |
| 5      | Unione Sovietica | 0   | 2       | 1      | 3      |
| 6      | Italia           | 0   | 1       | 1      | 2      |
| 7      | Romania          | 0   | 1       | 0      | 1      |
| 8      | Svizzera         | 0   | 0       | 1      | 1      |
| Totale | Totale           | 4   | 4       | 4      | 12     |